# پیز سورپاره
پیز سورپاره (به لاتین: Piz Surparé) یک کوه در سوئیس است که در کانتون گراوبوندن واقع شده‌است. پیز سورپاره ۳٬۰۷۸ متر بالاتر از سطح دریا واقع شده‌است.